# Унгвар (футбольний клуб)
«Унгвар» (угор. Ungvári Atlétikai Club)  — угорський футбольний клуб з однойменного міста (тепер — Ужгород, Закарпатська область). Перший футбольний клуб міста Ужгород.
У сезоні 1944/45 років виступав у вищому дивізіоні чемпіонату Угорщини.

## Історія
Заснований 1906 року під назвою угор. Ungvári Atlétikai Club (Угорський Атлетичний Клуб). Футбольна секція функціонувала з 1910 року. Свій перший товариський матч провели проти команди з Шаторальяуйхея (УАК програв з рахунком 2:3). Команда брала участь у розіграшах чемпіонату північного та північно-східного регіонів Угорщини. У 1914 року УАК в фіналі окружного чемпіонату обігрує «Надьвараді» (тепер — Румунія), завдяки чому здобуває право взяти участь у фінальній частині чемпіонату Угорщини. Однак через початок Першої світової війни фінальний турнір так і не зіграли. Незважаючи на бойові дії, у 1917–1919 роках команда провела декілька товариських матчів, у найважливішому з яких — зі збірною Будапешта — УАК програв з рахунком 1:2.
Після закінчення Першої світової війни Закарпаття увійшло до складу Чехословаччини і відповідно до вказівок Чехословацької футбольної асоціації у 1920 році створили дві групи — «Слов'янська» (команди з Чехії та Словаччини) та «Закарпатська» (угор. Karpataijai Lobdoruho kerület) (угорські команди). Матчі в кожних групах проводилися окремо.
У 1934 році систему футбольних ліг країни реорганізували в єдиний чемпіонат Чехословаччини. Найкращі футбольні клуби розподілили в 5 груп: середньочеська, чеська провінція, моравсько-сілезька, словацько-підкарпатська та німецька група. Вочевидь, система футбольних ліг була реорганізована за національним принципом. Словацька група розподілялася в свою чергу на дві підгрупи — західну (команди із Західної та Центральної Словаччини) та східну (Східна Словаччина та Закарпаття). За результатами спортивних змагань до східного словацько-підкарпатського дивізіону були віднесені два найсильніших слов’янських клуби («Русь» Ужгород та ЧШК Ужгород) та два угорські клуби, які посіли перші два місця у своїх чемпіонатах (МСЕ Мункач та ФТК Берегшаш). Згодом до них приєднався й УАК.
Після знищення Чехословаччини Закарпаття опинилося під угорською окупацією. Найкращі закарпатські клуби («Русь» Ужгород, «Унгвар», МСЕ Мункач та ФТК Берегшаш) у сезоні 1939/40 років стартували у групі Фельвідек другого дивізіону чемпіонату Словаччини (угор. Nemzeti Bajnokság B, Felvidéki csoport). Лише ужгородська «Русь» зберігла своє місце в другому дивізіоні, решта ж команд опустилися до третьої ліги Угорщини.
У сезоні 1943/44 років клуб повернувся до Другої ліги Угорщини, до групи «Ракоч», (угор. Nemzeti Bajnokság II, Rákóczi csoport) і посів підсумкове високе 2-ге місце. Наступного сезону виграв групу «Ечакі» (угор. Nemzeti Bajnokság II, Északi csoport) та вийшов до вищої ліги чемпіонату Угорщини. У сезоні 1944/45 років ужгородська команда дебютувала у вищому дивізіоні чемпіонату Угорщини. Після трьох зіграних матчів без жодного набраного очка посідав останнє 16-те місце, після чого турнір перервали бойові дії.
Після приходу радянської армії в 1945 році клуб розформували.

## Досягнення
- учасник фінальної частини Чемпіонату Австро-Угорщини: 1914

- Чемпіонат Угорщини
  - 16-те місце (1): 1944/1945

- Другий дивізіон чемпіонату Угорщини
  -  Чемпіон (1): 1943/44 (група «Ешак»)
  -  Срібний призер (1): 1942/43 (група «Ракоч»)

- У вищому дивізіоні (1 сезон): 1944/45

## Відомі гравці
- / Геза Калочаї
- Іштван Береч
- Ласло Будаї
- Іштван Кардос